# أتباع ملاك بدر
أتباع ملاك بدر هم فرع من أتباع ملاك الذين ينتمون إلى المستعلية الإسماعيلية الإسلامية. وهم يتبعون تعاليم كل من عبد الحسين جيفاجي وبدر الدين غلام حسين ميا خان صاحب. الزعيم الحالي أو داعي المطلق هو مولانا أمير الدين مالك صاحب. يقع مجتمع أتباع ملاك بدر في مهدي باغ، في ناجبور بالهند. إن مجتمع مهدي باغ الخاص بهم هو مجتمع فريد من نوعه من المسلمين المسالمين والتقدميين، وهي طائفة نخبوية، تُعرف باسم أتباع ملاك بدر (أي أتباع مولانا مالك ومولانا بدر) سميت على اسم مولانا مالك صاحب، الذي أسسها في عام 1891 م في ناجبور، بالهند. ويبلغ عدد أعضاء المجتمع حوالي 250 عضوًا في ناجبور، ولديه أيضًا تواجد في أوجاين وفيساخاباتنام وحيدر أباد مع وجود عدد قليل من العائلات المستقرة في هذه المدن.